# Miguel Ángel Gil Marín
Miguel Ángel Gil Marín (Madrid, 28 de mayo de 1963) es un empresario deportivo, criador de caballos y veterinario español, residente en La Finca, Pozuelo de Alarcón. Es conocido por ser el propietario del Club Atlético de Madrid junto con otros socios. En 2022 está en el puesto 67 de la lista Forbes de las mayores fortunas de España con 400 millones de euros.

## Biografía
Hijo del expresidente del Atlético de Madrid y alcalde de Marbella Jesús Gil, es actualmente el consejero delegado del Atlético de Madrid, siendo a su vez el máximo dirigente del club rojiblanco.
Sus hermanos también son parte del club, además de Enrique Cerezo, quien es el presidente, y Abásolo, el tercer mayor accionista.
En 2004 fue condenado por el Tribunal Supremo a un año y medio de prisión por cometer junto con su padre un delito de estafa contra el Atlético de Madrid, no entró en prisión por carecer en ese momento de antecedentes penales y ser la pena inferior a los dos años. Más tarde, en 2011 la Audiencia Provincial de Madrid acreditó la comisión de fraude de ley al realizar una ampliación de capital en 2003 con el fin de perpetuar la mayoría accionarial de su familia y de Enrique Cerezo cuando esta había sido revocada por la Audiencia Nacional. En 2023 figuraba como la 92a mayor fortuna de España en la lista Forbes.

## Premios
Ha logrado el Ascenso a la primera división de México con el filial del Atlético de Madrid, el cual es el Atlético de San Luis en mayo de 2019.
Ha sido galardonado en diciembre de 2010 como el mejor gestor deportivo del año tras el doblete europeo conseguido a manos de Quique Sánchez Flores para el club rojiblanco tras ganar la UEFA Europa League contra el equipo inglés Fulham Football Club, y la Supercopa de Europa contra el Inter de Milán de Rafa Benítez, siendo estos dos sus únicos títulos junto a una Copa Intertoto en 2007 y una final de Copa del Rey en 2010.
Dicho evento se celebró el 29 de diciembre en Dubái enfrentándose a otros gestores tales como: Adriano Galliani (AC Milan), Sandro Rosell (FC Barcelona), Uli Hoeness (Bayern Munich) y Roman Abramovich (Chelsea).
Este galardón choca con las críticas recibidas por los aficionados y periodistas, teniendo en cuenta su pasado y cómo consiguió las acciones del club Atlético de Madrid junto a su padre Jesús Gil. 

«Lo del premio a Gil Marín recuerda a la foto de Maradona en el partido contra la droga, y si no fuera tan bochornoso, tendría un algo de Berlanga que sería hasta gracioso.»
María José Navarro La Razón.